# Artus Désiré
Artus Désiré, prêtre et pamphlétaire français, est né aux alentours de 1510 et est probablement mort en 1579. Sa vie est assez peu connue mais il publia de nombreux pamphlets (il aurait écrit près de 200 pièces) de 1545 jusqu'à sa mort pour dénoncer les progrès du protestantisme.

## Biographie
Né vers 1510, probablement en Normandie, Artus Désiré est un prêtre catholique. L'apparition de la Réforme puis ses progrès le décident à prendre la plume pour dénoncer ce qu'il considère comme une nouvelle hérésie. Il commence à écrire en 1545, sans répit jusqu'à sa mort. En 1561, il est arrêté aux alentours d'Orléans en possession d'une lettre destinée au roi d'Espagne, Philippe II. Dans cette lettre, il demande l'aide du souverain espagnol pour vaincre le protestantisme en France. Pour cet acte de trahison, Artus Désiré est seulement condamné à cinq ans d'isolement dans un monastère par les membres du Parlement. Toutefois, il s'échappe au bout de quatre mois et n'est plus inquiété. 

## Idées

### Dénoncer le protestantisme
Les textes d'Artus Désiré sont frappants par leur violence. Il insulte vertement les protestants et plus particulièrement les leaders de la Réforme. Si Luther est la cible de ses invectives dans ses premiers textes, Jean Calvin et Théodore de Bèze le remplacent rapidement: Artus Désiré se place véritablement en polémiste lorsqu'il cherche à atteindre ses contemporains. La ville de Genève, refuge et ville emblématique des protestants, est également visée, par exemple dans le Passevent parisien, où le narrateur témoigne des dommages causés à la ville et se plaint des mœurs de ses habitants. 
Mais les invectives ne suffisent pas à exprimer sa haine du protestantisme. Il considère la Réforme comme une hérésie qui gangrène le corps du royaume. Selon lui, l'amputation du corps malade est nécessaire : il appelle régulièrement au massacre des réformés. Son appel est d'autant plus fort qu'il est parfois directement adressé aux princes (comme dans le Secret conseil, inédit d'Artus Désiré publié par F. S. Giese). 

### Rappeler les dogmes fondamentaux du catholicisme
L'autre manière pour lui de ramener ou de maintenir les chrétiens sur le droit chemin du catholicisme est de leur rappeler les dogmes fondamentaux. Sous la forme d'une dispute théologique comme dans les Combatz du fidelle papiste ou Les disputes de Guillot le Porcher ou encore Le Deffensaire de la foy chrestienne, il répète systématiquement les arguments bibliques ou patristiques qui justifient les dogmes catholiques. Ainsi, il rappelle l'importance de l'Eucharistie, du culte des saints et de la Vierge, de l'utilisation des chandelles et de l'eau bénite, de l'autorité du pape, de la confession auriculaire et du rôle du clergé, de l'existence du purgatoire, de l'utilité des bonnes œuvres, etc. Son œuvre n'est pas très originale dans le sens où ses arguments ne sont pas neufs: au contraire, il insiste sur l'idée d'une tradition respectée pendant plus de 1500 ans pour légitimer la poursuite des croyances catholiques. 

## Réactions de ses contemporains
Les protestants ne restent pas sans réaction face aux textes haineux d'Artus Désiré. Théodore de Bèze est le premier à le critiquer et le moquer dans ses ouvrages. Il écrit un Passavant dans lequel il dit avoir ri du Passevent d'Artus Désiré. Dans la Comédie du Pape malade, attribuée à Théodore de Bèze ou à Conrad Badius, Artus Désiré devient un personnage, l'Affamé, qui agit en faveur du pape avec l'attente désespérée d'obtenir un avantage financier en retour. 
D'autres lui répondent directement, comme Jacques Bienvenu avec sa Response au livre d'Artus Désiré, intitulé : Les grandes Chroniques et Annales du Passepartout, faite par Jacques Bienvenu, citoyen de Genève, Genève: Jacques Berthet, 1558 ; ou un anonyme caché derrière les initiales J. D. D. C. : Singulier antidote à la poison des chansons d'Artus Désiré, ausquelles il a damnablement et execrablement abusé d'aucuns psalmes du prophete Royal David, fait par I. D. D. C., [s. l.], 1561.  

## Œuvres principales
Œuvres principales, :
- Les combatz du fidelle papiste, pélerin romain, contre l'apostat priapiste tirant à la synagogue de Genève, maison babilonicque des luthériens. Ensemble la description de la Cité de Dieu assiégée des hérétiques, Rouen : Robert et Jehan du Gort, 1550.
- Passevent parisien respondent à Pasquin rommain, de la vie de ceux qui sont allez demourer et se disent vivre selon la réformation de l'Évangile au païs jadis de Savoye, et maintenant soubz les Princes de Berne et seigneurs de Genève, faict en forme de dialogue, Lyon, 1556. (L'attribution de cet ouvrage à Artus Désiré est discuté : il est possible que l'auteur en soit Antoine Cathelan[2]).
- Les regretz et complainctes de Passepartout et Bruitquicourt sur la mémoire renouvellée du trespas en bout de l’an de feu tresnoble et venerable personne Maistre François Picart, docteur en théologie et grand doyen de sainct Germain l’Aucerroys, (lieu ?) : Pierre Gaultier, 1557.
- Les articles du traicté de la paix entre Dieu et les hommes, Paris : Pierre Gaultier, 1558.
- Les disputes de Guillot le porcher et de la Bergère de S. Denis en France contre Jehan Calvin prédicant de Genesve, sur la vérité de nostre saincte foy catholicque et religion chrestienne. Ensemble la Généalogie des héréticques et les fruictz qui proviennent d'iceulx, Paris : Pierre Gaultier, 1559.
- Plaisans et armonieux cantiques de devotion, composez sur le chant des Hymnes de nostre Mere saincte Eglise, à la louange de Dieu &amp; de ses Sainctz, qui est un second Contrepoison aux cinquante deux Chansons de Clement Marot. Par Artus Desiré. Veu, visité &amp; approuvé, par venerables Docteurs de la faculté de Theologie, Paris : Pierre Gaultier, 1561.
- Le grand et admirable signe de Dieu apparu au Ciel, contraire a la blaspheme faulsement proposée en la personne de nostre sainct père le Pape, par ceulx de la nouvelle Religion l’appellant Antechrist. Par M. Artus Desiré, Paris : Thibault Bessaut, 1563.
- Le contrepoison des cinquante-deux chansons de Clément Marot, faulsement intitulées par luy Psalmes de David, fait et composé de plusieurs bonnes doctrines , sentences préservatives d'hérésie, Paris : Jehan Rueile, 1567.
- Le deffensaire de la foy chrestienne, avec le miroer des francs taupins, autrement nommez luthériens. Nouvellement composé par A. D., Paris : Jean Ruelle, 1567.
- La singerie des Huguenots, marmots et guenons de la nouvelle derrision théodobeszienne, Paris : Guillaume Jullien, 1574.
- Le ravage et déluge des chevaux de louage, contenant la fin et consummation de leur misérable vie. Avec le retour de Guillot le Porcher, sur les misères et calamitez de ce règne présent, [sans lieu, sans imprimeur], 1578.
- Les quinze signes advenuz és parties d'Occident, vers les Royaumes d'Escosse, et Angleterre, significatifz de la ruine, fin, et consommation du monde au peuple de France, Paris : Michel Buffet, 1587.

Beaucoup de ces textes sont disponibles sur Gallica.bnf.fr. Cette liste n'est pas exhaustive (cf. ). La taille des textes varie énormément: si le dernier fait une quinzaine de pages, le premier compte en revanche plus de 350.

## Pour approfondir